# CV-33
O CV-33 ou Carro Veloce CV-33 foi um tanquete de combate construído na Itália durante o período entre-guerras e usado na Segunda Guerra Mundial, em 1935 teve adaptações derivadas do tanquete CV-35. E em 1938 passou a denominação de L3/35.

## Links e referências
- Mais informações sobre o modelo
- http://www.comandosupremo.com/CarroCV33.html